# Monte Sidley
O monte Sidley é o vulcão de maior altitude da Antártida. Atinge de 4181 m a 4285 m de altitude, sendo assim um dos "sete cumes vulcânicos".
A montanha foi descoberta pelo contra-almirante Richard Byrd num voo em 18 de novembro de 1934, e deve o nome a Mabelle E. Sidley, filha de  William Horlick, financiador da expedição de Byrd à Antártida em 1933–35.